# Arrondissement de Saint-Wendel
L'arrondissement de Saint-Wendel, Landkreis St. Wendel en allemand, est une division administrative allemande, située dans le land de Sarre, dont le chef-lieu est Saint-Wendel.

## Situation géographique
Il a des limites avec :
- au nord et à l'est, les arrondissements de Trèves-Sarrebourg, Birkenfeld et Kusel (Rhénanie-Palatinat) ;
- au sud et à l'ouest, Neunkirchen et Merzig-Wadern (Sarre).

L'arrondissement est situé dans l'aire naturelle du Hunsrück, qui s'élève entre 200 et 600 mètres. La principale rivière de l'arrondissement est le Nahe. Le Bostalsee (de) est le plus grand lac touristique du sud-ouest de l'Allemagne, couvrant une superficie d'1,2 km².

## Histoire
L'arrondissement est créé en 1834, quand la Prusse annexe les propriétés de la principauté de Lichtenberg de Saxe-Cobourg. Après la Première Guerre mondiale, la Sarre est administrée par la Société des Nations et l'arrondissement de Saint-Wendel est divisé en deux parties. Le nord, le Restkreis Sankt Wendel, est incorporé à l'arrondissement de Birkenfeld ; la partie sud reste propriété de la Sarre, dans sa taille réduite.

## Villes et municipalités
(nombre d'habitants au 30 septembre 2005)
| Ville Saint-Wendel (27 094) | Municipalités 1. Freisen (8 664) 2. Marpingen (11 375) 3. Namborn (7 486) 4. Nohfelden (10 614) 5. Nonnweiler (9 351) 6. Oberthal (6 537) 7. Tholey (13 182) |

## Politique

### Administrateurs de l'arrondissement
- 1835–184800Theodor Erasmus Engelmann (de)
- 18480000000Eduard Otto Spangenberg (de)
- 1848–188500Karl Hermann Rumschöttel (de)
- 1885–190000Alwin von Hagen (de)
- 1900–190600Wilhelm Momm
- 1906–191700Otto von Aschoff (de)
- 1917–191900Hermann Sommer (de)
- 1919–192900Karl Alfred Friedrich (de)
- 1929–193500Franz Schmitt (de)
- 1935–194200Leonhard Lorscheider (de)
- 1942–194500Maximilian Rech (de)
- 1945–194600Heinrich Strauß (de)
- 1946–196100Paul Schütz (de)
- 1961–197200Werner Zeyer, CDU
- 1972–197400Gerhard Breit (de), CDU
- 1974–199200Waldemar Marner (de), CDU
- 1992–200700Franz Josef Schumann (de), CDU
- depuis 2008, Udo Recktenwald (de), CDU

### Élections du conseil (Kreistag)
(scrutin du 13 juin 2004)
| Parti  | Votes    | %ages  | Sièges       |
| ------ | -------- | ------ | ------------ |
| CDU    | Nombre ? | 61,0 % | 18           |
| SPD    | Nombre ? | 32,2 % | 9            |
| Autres | Nombre ? | 6,8 %  | -[Combien ?] |